# Richard de Potton

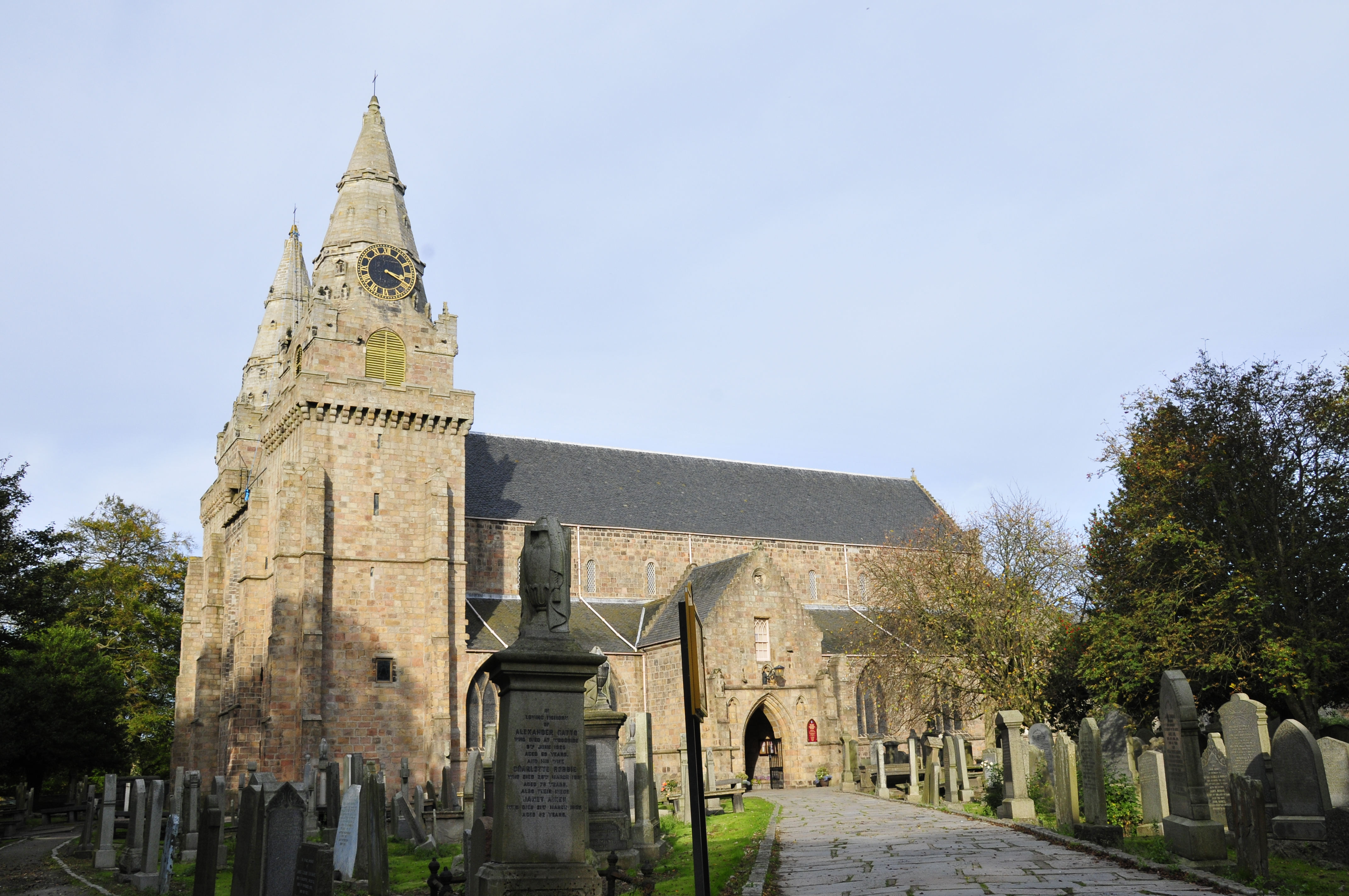
Die Kirche St Machar’s, die von de Potton zur Kathedrale seiner Diözese erklärt wurde

Richard de Potton (auch de Pottock oder Poiton) († 1270) war ein anglo-schottischer Geistlicher. Vor 1257 wurde er Bischof von Aberdeen.
Richard de Potton stammte aus England. Er wurde vor dem 4. Oktober 1257 zum Bischof der nordschottischen Diözese Aberdeen gewählt und vor dem 23. August 1258 zum Bischof geweiht. 1266 erklärte er mit Unterstützung des Dekans und des Kathedralkapitels die Kirche St Machar’s zur Kathedrale von Aberdeen.